# 黏土礦物

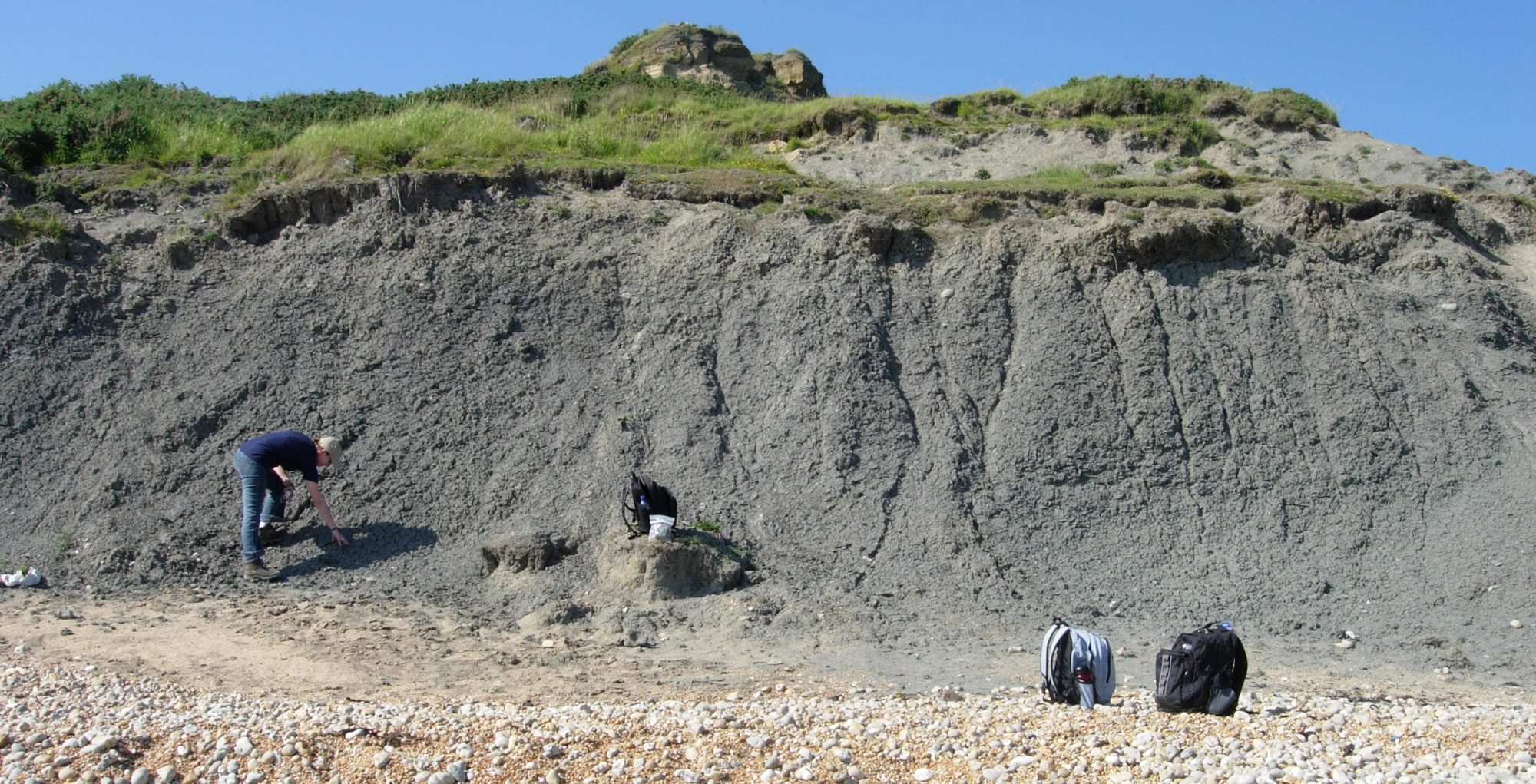
在英国韦茅斯附近暴露的牛津黏土（侏罗纪）。

黏土礦物（英語：Clay minerals）是含水铝层状硅酸盐，有时有不同数量的铁、镁、碱金属、碱土金属和其它阳离子，在一些行星表面上或附近发现。
黏土礦物在水的存在下形成，并且对生命是重要的，许多生物学的理论涉及它们。它们是土壤的重要成分，并且自古以来在农业和制造业中对人类有用处。

## 性质

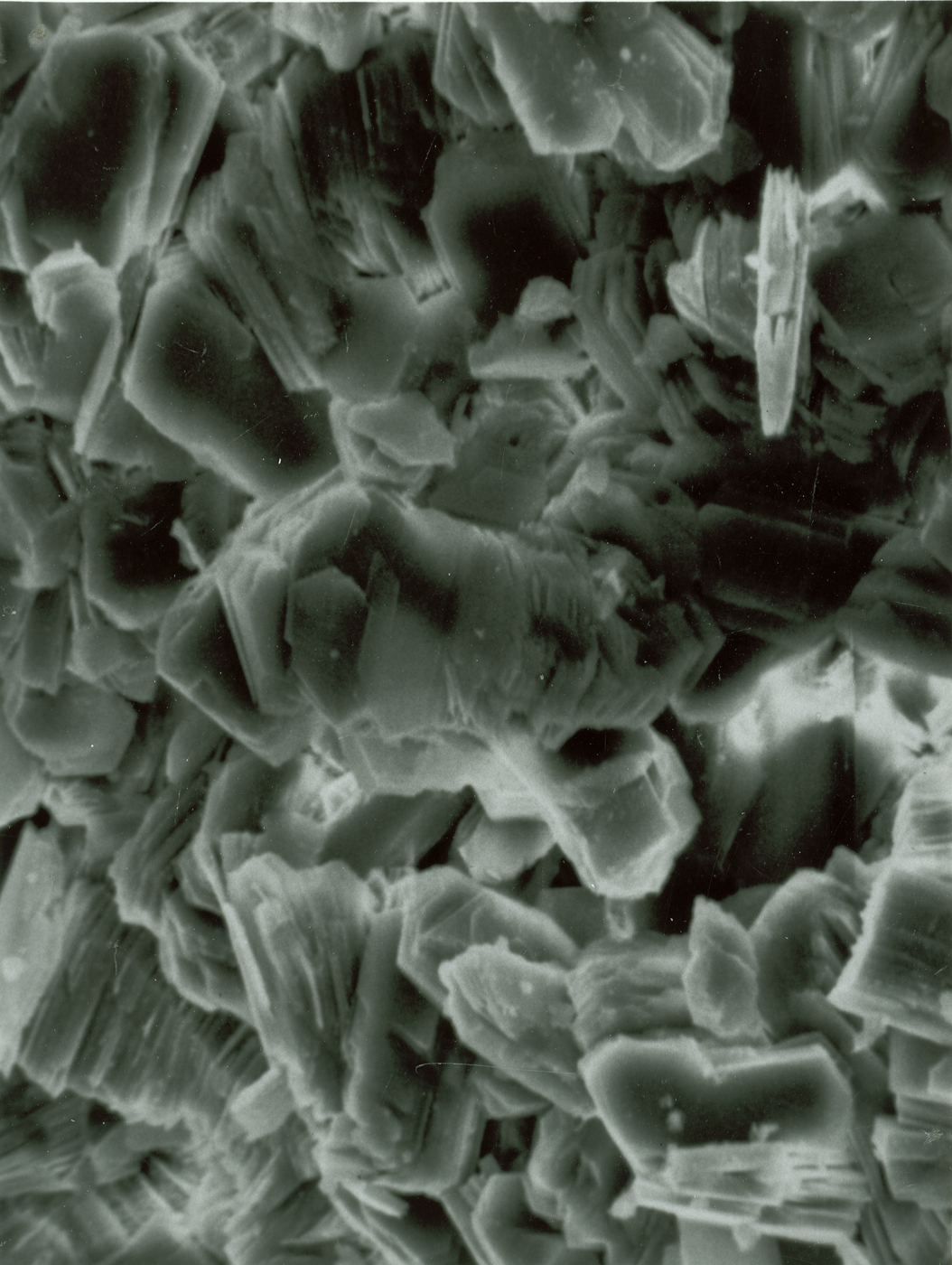
粘土矿物（高岭石）的六角片（扫描电子显微镜（SEM）
图像, 放大1340倍）

粘土形成类似于云母的平的六边形片。粘土矿物是常见的风化作用产物（包括长石的风化）和低温水热改性产物。粘土矿物在土壤中非常常见，以细粒沉积岩形式例如页岩，泥岩和粉砂岩，与以细粒变质板岩和千枚岩的形式。
粘土矿物通常（但不一定）是超细晶粒（通常认为在标准粒度分级上尺寸小于2微米），因此可能需要特殊的分析技术被用于它们的鉴定和研究。这些包括X-射线衍射，电子衍射方法，各种光谱方法如穆斯堡尔谱学，红外光谱学，拉曼光谱学和SEM-EDS或自动化矿物学方法。这些方法可以被偏振光显微镜来增强，偏振光显微镜是现有的基本出现或岩石学关系的一种传统技术。

## 发生
考虑到水的要求，粘土矿物在太阳系中相对稀少，尽管在地球上广泛发生，其中水与其它矿物质和有机物质有相互作用。 已经在火星 的几个地点检测到粘土矿物，包括艾徹斯深谷和馬沃斯谷，以及门农区和埃律西昂区。光谱法证实了它们在穀神星(Ceres) 和木卫二(Europa)上的存在。

## 分类
粘土矿物可以分类为1：1或2：1，这是因为它们基本上由四面体硅酸盐片和八面体氢氧化物片构成，如下面结构部分所述。 1:1粘土将由一个四面体片和一个八面体片组成，例如高岭石和蛇纹石。 2：1粘土由夹在两个四面体片之间的八面体片组成，例如滑石，蛭石和蒙脱石。

## 参阅
- 粘土